# Kiên Lương (huyện)
Kiên Lương là một huyện nằm ở phía tây bắc tỉnh Kiên Giang, Việt Nam.

## Địa lý

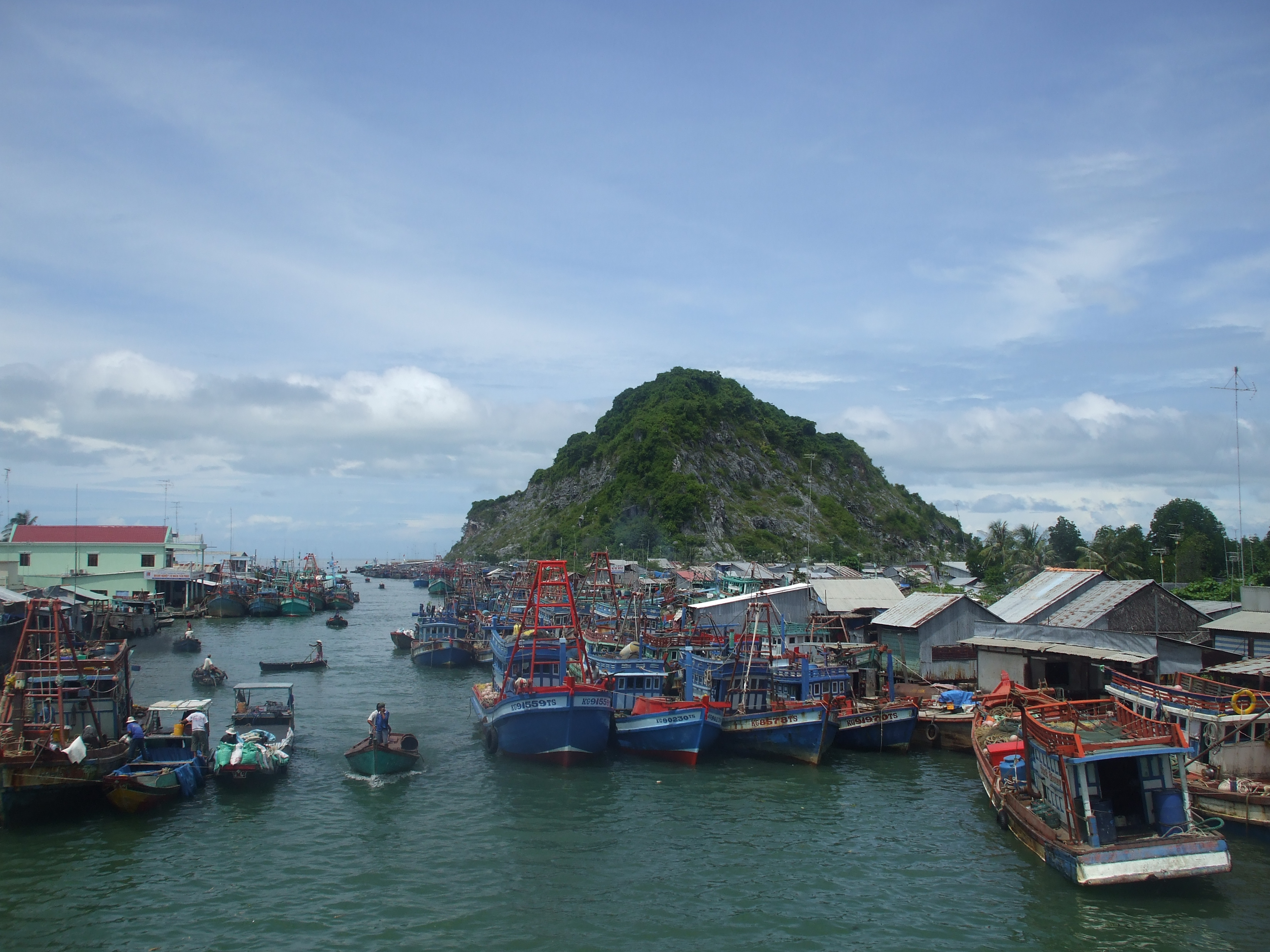
Một góc khu bến cá Ba Hòn

Huyện Kiên Lương nằm ở phía tây bắc tỉnh Kiên Giang, có vị trí địa lý:
- Phía đông giáp huyện Hòn Đất
- Phía tây giáp thành phố Hà Tiên
- Phía nam giáp vịnh Thái Lan
- Phía bắc giáp huyện Giang Thành.

Huyện Kiên Lương có diện tích 473,53 km², dân số năm 2020 là 79.351 người, mật độ dân số đạt 168 người/km².

### Khí hậu
Theo tài liệu khí tượng của trạm Phú Quốc từ năm 1979 đến 2001 và tài liệu thủy văn của trạm Rạch Giá từ năm 1979 đến 2001 thì điều kiện khí tượng của khu vực như sau:
- Nhiệt độ trung bình hàng năm khoảng 27,2 °C:
  - Cao nhất: 37 °C vào ngày 13/5/1998
  - Thấp nhất: 17,3 °C vào ngày 30/1/1993.
- Độ ẩm tương đối trung bình 81,9%.
- Lượng mưa lớn.
- Tổng lượng mưa trung bình nhiều năm: 3.013 mm.
- Lượng mưa lớn nhất từ tháng 5 đến tháng 10, tổng lượng mưa các tháng này là 2.498 mm. Còn các tháng mùa khô là 515mm. Lượng mưa ngày lớn nhất đo được là 386,7mm vào ngày 13/10/1984.
- Bão: Cơn bão số 5 (Linda) năm 1997 là cơn bão lớn nhất của khu vực.
- Tốc độ gió lớn nhất đo được là 40 m/s vào ngày 03/11/1997.

## Hành chính
Huyện Kiên Lương có 8 đơn vị hành chính cấp xã trực thuộc, bao gồm thị trấn: Kiên Lương (huyện lỵ) và 7 xã: Bình An, Bình Trị, Dương Hòa, Hòa Điền, Hòn Nghệ, Kiên Bình, Sơn Hải.
Trong đó 2 xã Hòn Nghệ và Sơn Hải là 2 xã đảo.
Bản đồ hành chính huyện Kiên Lương, tỉnh Kiên Giang
| Đơn vị hành chính cấp xã  | Thị trấn Kiên Lương | Xã Bình An | Xã Bình Trị | Xã Dương Hòa | Xã Hòa Điền | Xã Hòn Nghệ | Xã Kiên Bình | Xã Sơn Hải |
| ------------------------- | ------------------- | ---------- | ----------- | ------------ | ----------- | ----------- | ------------ | ---------- |
| Diện tích (km²)           | 36,89               | 39,86      | 59,55       | 41,68        | 121,21      | 3,47        | 166,48       | 4,4        |
| Dân số (người)            | 30.917              | 11.606     | 6.060       | 7.639        | 9.836       | 2.434       | 8.364        | 2.495      |
| Mật độ dân số (người/km²) | 1.158               | 291        | 102         | 183          | 81          | 701         | 50           | 567        |
| Số đơn vị hành chính      | 10 khu phố          | 7 ấp       | 4 ấp        | 6 ấp         | 8 ấp        | 2 ấp        | 5 ấp         | 2 ấp       |

## Lịch sử
Địa bàn huyện Kiên Lương ngày nay khác hẳn với quận Kiên Lương của chính quyền Việt Nam Cộng hòa trong giai đoạn 1961-1975. Theo đó, quận Kiên Lương thuộc tỉnh Kiên Giang trước năm 1975 tương ứng với địa bàn các huyện Kiên Lương, Giang Thành và gần 1/2 diện tích huyện Hòn Đất cùng thuộc tỉnh Kiên Giang ngày nay.

### Giai đoạn 1961-1975
Ngày 31 tháng 5 năm 1961, chính quyền Việt Nam Cộng hòa cho thành lập quận Kiên Lương thuộc tỉnh Kiên Giang. Quận Kiên Lương gồm 5 xã tách từ quận Kiên Thành và quận Hà Tiên là: An Bình, Bình Trị, Thổ Sơn, An Hoà, Dương Hoà. Quận lỵ đặt tại xã An Bình.
Ngày 4 tháng 9 năm 1961, quận Kiên Lương thành lập mới xã Đức Phương.
Dân số năm 1965 là 29.617 người.
Tuy nhiên, về phía chính quyền Mặt trận dân tộc giải phóng miền Nam Việt Nam (sau này là Chính phủ Cách mạng lâm thời Cộng hòa Miền Nam Việt Nam) và Việt Nam Dân chủ Cộng hòa, địa bàn quận Kiên Lương thuộc tỉnh Kiên Giang lúc bấy giờ vẫn do huyện Hà Tiên và huyện Châu Thành cùng thuộc tỉnh Rạch Giá quản lý. Sau đó, khi huyện Châu Thành bị chia ra thành hai huyện: Châu Thành và Châu Thành A thì địa bàn quận Kiên Lương lúc đó nằm trong huyện Châu Thành A và huyện Hà Tiên cùng thuộc tỉnh Rạch Giá của phía chính quyền Cách mạng.
Năm 1971 khi Trung ương Cục miền Nam quyết định thành lập tỉnh Châu Hà, tách ra từ tỉnh An Giang, trên phần đất tỉnh Châu Đốc và tỉnh Hà Tiên trước đó thì huyện Hà Tiên, huyện Phú Quốc cùng với huyện Châu Thành A của tỉnh Rạch Giá lại được giao về cho tỉnh Châu Hà quản lý.
Đến năm 1974 ba huyện này lại cùng thuộc tỉnh Long Châu Hà.

### Giai đoạn 1975-1999
Sau ngày 30 tháng 4 năm 1975, chính quyền quân quản Cộng hòa miền Nam Việt Nam lúc bấy giờ đã giải thể quận Kiên Lương của chính quyền Việt Nam Cộng hòa trước đây, sáp nhập địa bàn quận vào các huyện Châu Thành A và Hà Tiên cùng thuộc tỉnh Long Châu Hà.
Tháng 2 năm 1976, Chính phủ Việt Nam quyết định tái lập tỉnh Kiên Giang trên cơ sở toàn bộ diện tích tỉnh Rạch Giá và ba huyện: Châu Thành A, Hà Tiên, Phú Quốc vốn thuộc tỉnh Long Châu Hà trước đó. Lúc này, huyện Châu Thành A cũng bị giải thể vào sáp nhập trở lại vào huyện Châu Thành, tỉnh Kiên Giang.
Ngày 27 tháng 9 năm 1983, chuyển thị tứ Kiên Lương thành thị trấn Kiên Lương trực thuộc huyện Hà Tiên.
Ngày 8 tháng 7 năm 1998, Chính phủ ban hành Nghị định 47/1998/NĐ-CP. Theo đó, tách một phần diện tích và dân số của huyện Hà Tiên để thành lập thị xã Hà Tiên.
Sau khi điều chỉnh địa giới hành chính, huyện Hà Tiên còn lại 89.548,5 ha diện tích tự nhiên và 62.162 người với 7 đơn vị hành chính trực thuộc, gồm thị trấn Kiên Lương và 6 xã: Bình An, Dương Hòa, Hòa Điền, Phú Mỹ, Tân Khánh Hòa, Vĩnh Điều. Huyện lỵ dời từ thị trấn Hà Tiên về thị trấn Kiên Lương.

### Từ năm 1999 đến nay
Ngày 21 tháng 4 năm 1999, Chính phủ ban hành Nghị định số 28/1999/NĐ-CP. Theo đó, đổi tên huyện Hà Tiên thành huyện Kiên Lương.
Ngày 17 tháng 8 năm 2000, Chính phủ ban hành Nghị định 33/2000/NĐ-CP. Theo đó, sáp nhập 2 xã: Hòn Nghệ và Sơn Hải thuộc huyện Kiên Hải về huyện Kiên Lương quản lý.
Ngày 11 tháng 2 năm 2003, Chính phủ ban hành Nghị định 10/2003/NĐ-CP.Theo đó:
- Điều chỉnh 1.910,6 ha diện tích tự nhiên và 8.539 nhân khẩu của xã Dương Hòa (gồm toàn bộ 3 ấp: Ba Hòn, Hòa Lập và Xà Ngách) về thị trấn Kiên Lương quản lý.
- Thành lập xã Kiên Bình trên cơ sở 17.910,6 ha diện tích tự nhiên và 5.638 nhân khẩu của thị trấn Kiên Lương.

Ngày 7 tháng 2 năm 2005, Chính phủ ban hành Nghị định số 15/2005/NĐ-CP.Theo đó:
- Thành lập xã Phú Lợi trên cơ sở 4.697 ha diện tích tự nhiên và 3.693 nhân khẩu của xã Phú Mỹ.
- Thành lập xã Vĩnh Phú trên cơ sở 12.366,07 ha diện tích tự nhiên và 7.426 nhân khẩu của xã Vĩnh Điều.

Ngày 6 tháng 4 năm 2007, Chính phủ ban hành Nghị định số 58/2007/NĐ-CP.Theo đó, thành lập xã Bình Trị trên cơ sở điều chỉnh 5.778,99 ha diện tích tự nhiên và 6.600 nhân khẩu của xã Bình An.
Như vậy, tính đến cuối năm 2008, thì huyện Kiên Lương có 13 đơn vị hành chính cấp xã trực thuộc, bao gồm thị trấn Kiên Lương và 12 xã: Bình An, Bình Trị, Dương Hòa, Hòa Điền, Hòn Nghệ, Kiên Bình, Phú Lợi, Phú Mỹ, Sơn Hải, Tân Khánh Hòa, Vĩnh Điều, Vĩnh Phú.
Ngày 29 tháng 6 năm 2009, Chính phủ ban hành Nghị quyết số 29/NQ-CP. Theo đó:
- Điều chỉnh 1.645,25 ha diện tích tự nhiên và 575 người của xã Phú Mỹ về phường Đông Hồ thuộc thị xã Hà Tiên quản lý.
  - Huyện Kiên Lương còn lại 88.030,40 ha diện tích tự nhiên và 103.660 nhân khẩu với 13 đơn vị hành chính cấp xã trực thuộc, bao gồm thị trấn Kiên Lương và 12 xã: Kiên Bình, Hòa Điền, Bình An, Bình Trị, Dương Hòa, Phú Mỹ, Phú Lợi, Tân Khánh Hòa, Vĩnh Điều, Vĩnh Phú, Hòn Nghệ, Sơn Hải.
- Điều chỉnh 40.744,3 ha diện tích tự nhiên và 28.910 nhân khẩu của huyện Kiên Lương (bao gồm toàn bộ diện tích tự nhiên và nhân khẩu của 5 xã: Phú Mỹ, Phú Lợi, Tân Khánh Hòa, Vĩnh Điều, Vĩnh Phú) để thành lập huyện Giang Thành.

Sau khi điều chỉnh địa giới hành chính, huyện Kiên Lương còn lại 47.286,10 ha diện tích tự nhiên và 74.750 người với 8 đơn vị hành chính cấp xã trực thuộc, bao gồm thị trấn Kiên Lương và 7 xã: Dương Hòa, Hòa Điền, Kiên Bình, Bình An, Bình Trị, Sơn Hải, Hòn Nghệ.
Ngày 12 tháng 12 năm 2012, Bộ Xây dựng ban hành Quyết định số 1116/QĐ-BXD công nhận thị trấn Kiên Lương là đô thị loại IV.

## Kinh tế
Huyện Kiên Lương có một nền kinh tế phát triển, đóng góp đến 18% GDP của tỉnh Kiên Giang. Đây là huyện đóng góp nhiều nhất cho ngân sách của tỉnh và đứng thứ hai trong các đơn vị hành chính của tỉnh Kiên Giang (sau thành phố Rạch Giá 22%).

### Công nghiệp
Kiên Lương nổi tiếng với trữ lượng đá vôi lớn nhất Miền Nam và trữ lượng đất sét lớn, là vùng nguyên liệu khoáng sản lớn cho ngành sản xuất vật liệu xây dựng gồm xi măng, vôi, gạch, đá xây dựng. Tại đây có 5 nhà máy nhà máy xi măng đang hoạt động với tổng công suất hiện tại khoảng 4 triệu tấn/năm. Hai Công ty xi măng lớn là Công ty xi măng Hà Tiên 1 (Nhà máy xi măng Kiên Lương) và Công ty xi măng Insee Việt Nam... và còn có kcn Kiên Lương 2 ở xã bình trị
Tại Kiên lương còn có các nhà máy công nghiệp khác như: Nhà máy sản xuất bao bì, nhà máy sản xuất gạch, nhà máy chế biến thủy sản.

### Nông nghiệp
Huyện Kiên Lương thuộc vùng Tứ giác Long Xuyên cho nên khu vực này bị nhiễm mặn và phèn. Hoạt động nông nghiệp không phát triển như những vùng khác ở đồng bằng sông Cửu Long. Lúa ở đây chỉ trồng được 2 vụ. Một trong những hoạt động nông nghiệp chính của vùng này là nuôi tôm.

### Thủy sản
Kiên Lương có đường bờ biển dài và ngư trường rộng lớn. Đánh bắt khoảng 30% hải sản của tỉnh Kiên Giang. Các cửa hàng xăng dầu cung cấp nhiêu liệu cho tàu cá và các nhà máy nước đá ở dây rất phát triển.

### Du lịch

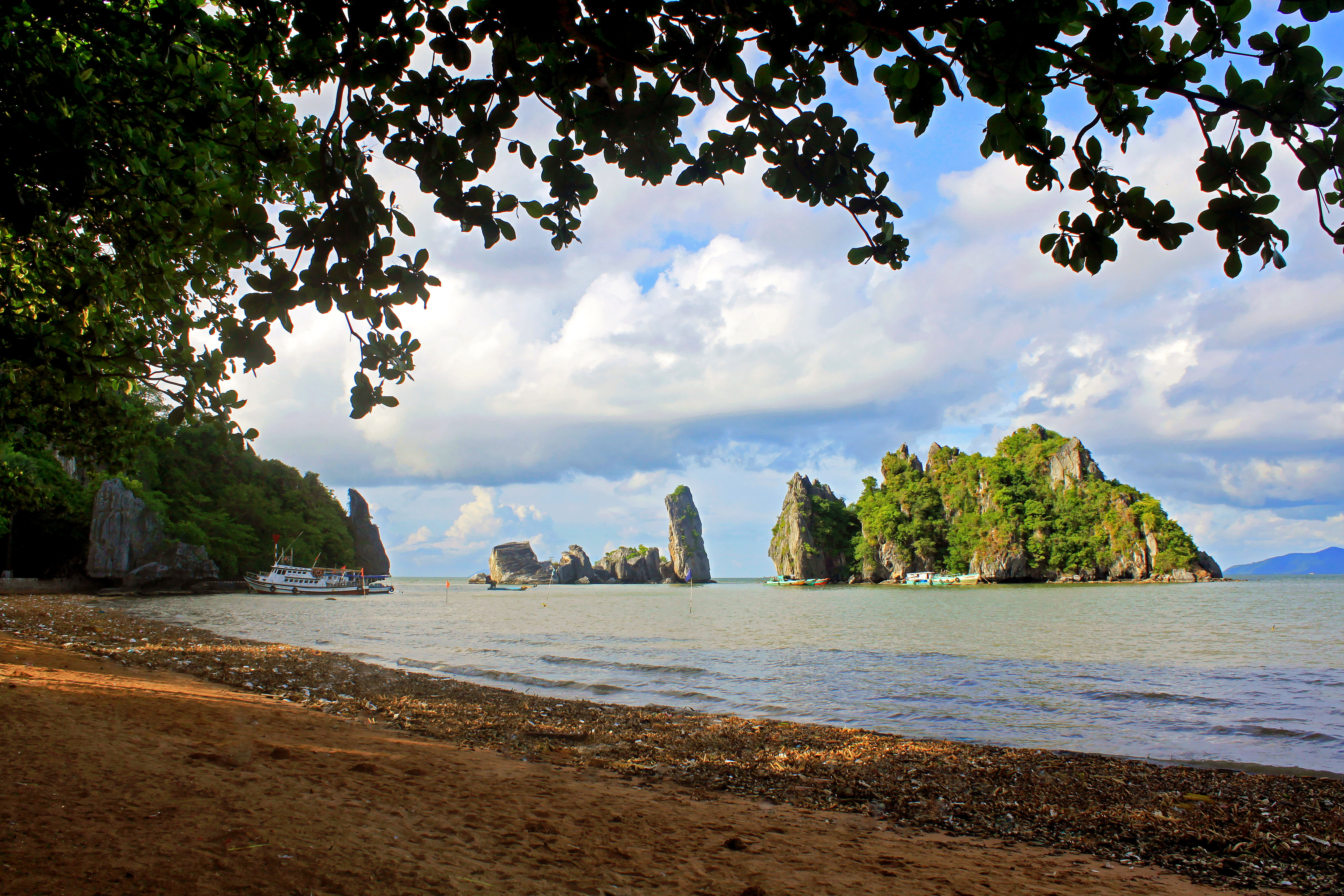
Hòn Phụ Tử ở xã Bình An, huyện Kiên Lương

Kiên Lương, Hà Tiên và Phú Quốc là tam giác du lịch của Kiên Giang với thế mạnh là du lịch biển. Kiên Lương có Hòn Phụ Tử, Bãi Dầu, Hòn Trẹm, chùa Hang, và các hang động, đảo ngoài biển. Năm 2006, Khu dự trữ sinh quyển ven biển và biển đảo Kiên Giang bao gồm cả huyện này được UNESCO công nhận là khu dự trữ sinh quyển thế giới.

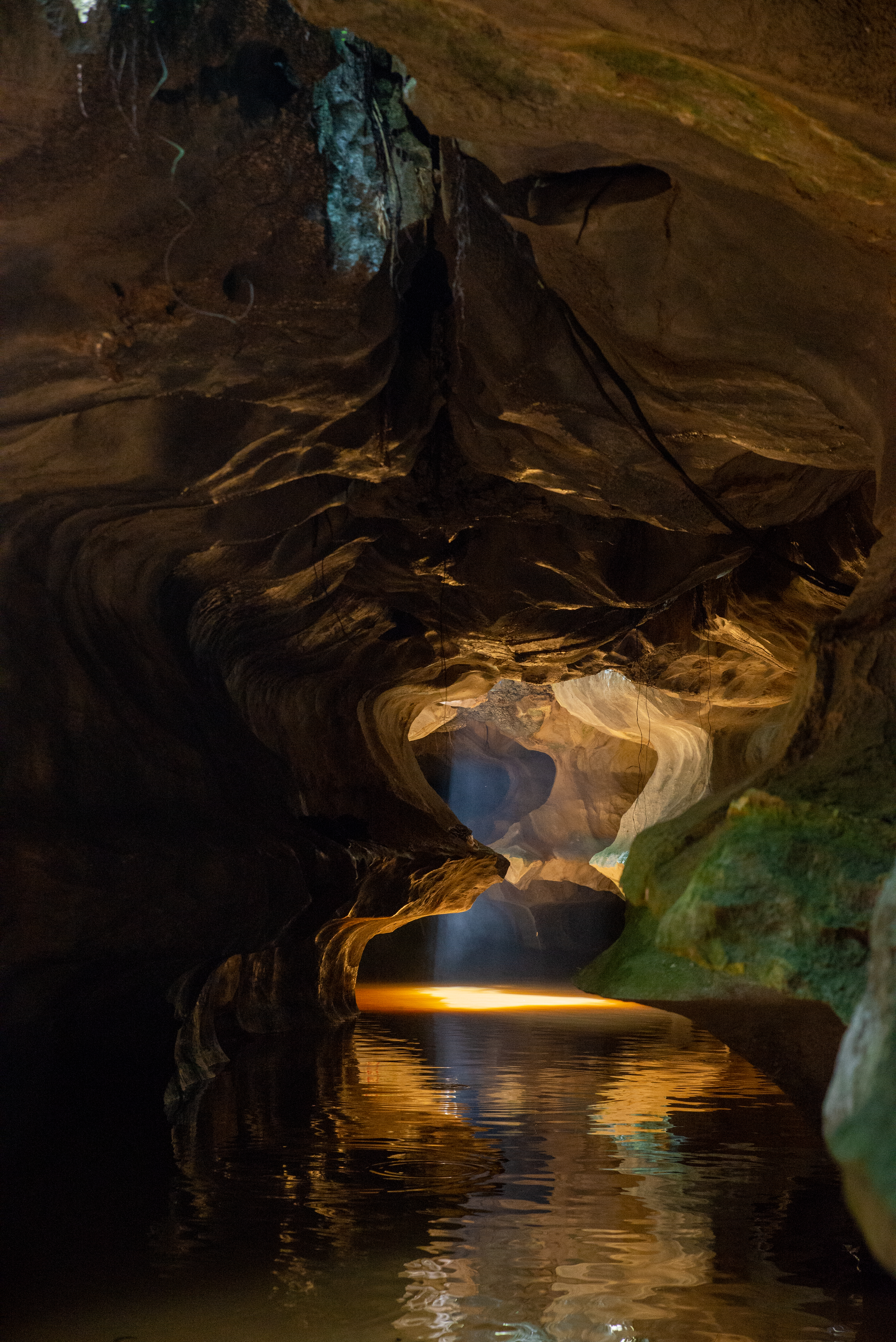
Hang Sơn Trà ở xã Bình An, huyện Kiên Lương

Hiện nay tỉnh Kiên Giang đang có chủ trương cho thuê các đảo trong tỉnh để phát triển du lịch với thời hạn 50 năm. Có rất nhiều nhà đầu tư quan tâm và tìm hiểu về vấn đề này. Hứa hẹn đây sẽ là một vùng tuyệt vời để du lịch biển và nghỉ dưỡng.
- Quần đảo Bà Lụa (quần đảo Bình Trị)
- Cụm đảo Ba hòn Đầm
- Hòn Phụ Tử
- Hòn Nghệ
- Bãi Dương - Bãi Dầu
- Bãi Ớt
- Khu du lịch hòn Rễ Nhỏ
- Núi Mo So
- Chùa Hang
- Hang Cá Sấu
- Hang Lô Cốc
- Hang Sơn Trà
- Hang Tiền.

### Giao thông

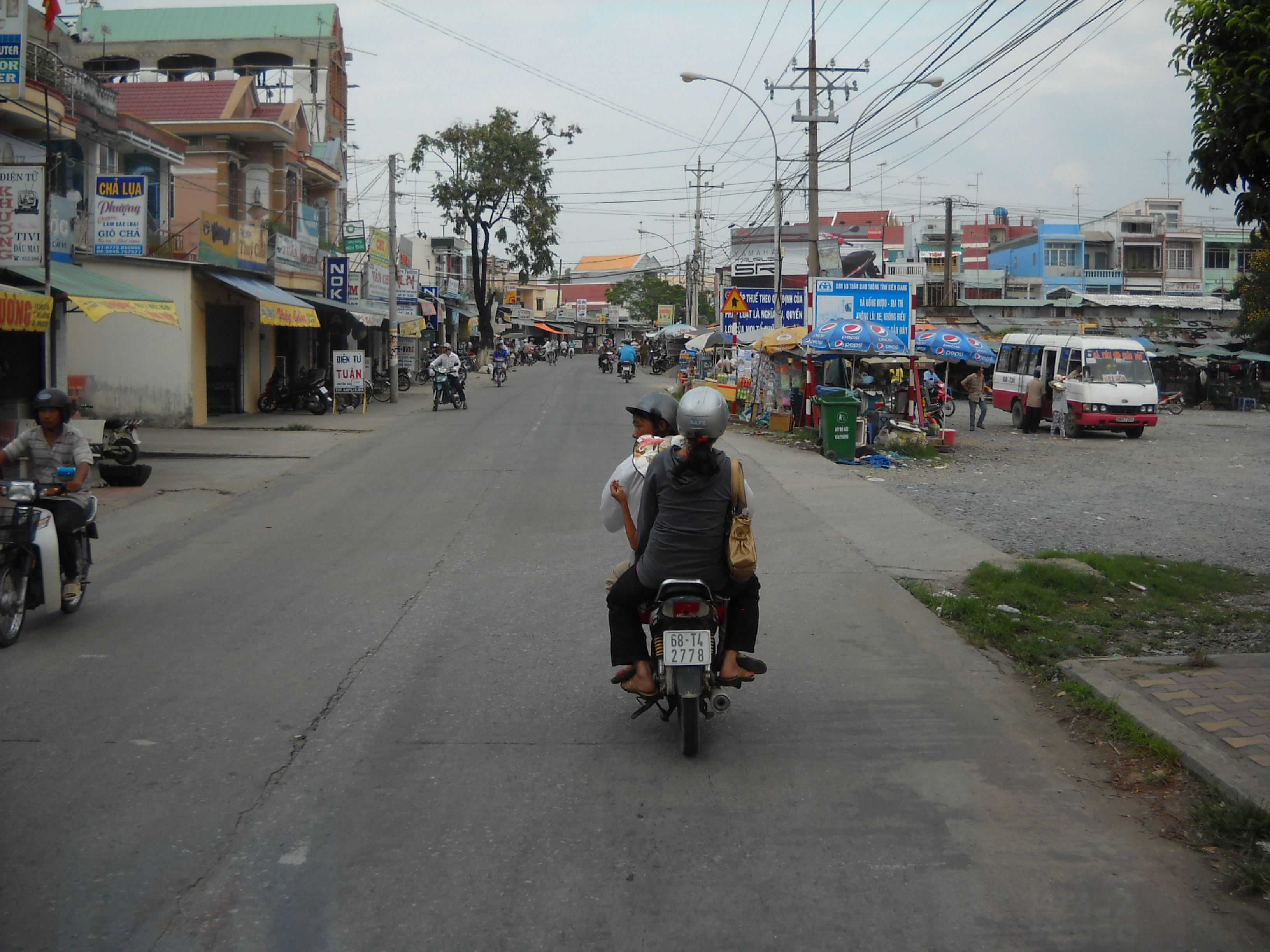
Một góc ở thị trấn Kiên Lương

Huyện Kiên Lương có hoạt động giao thông đa dạng: đường bộ, đường sông, đường biển,...
Quốc lộ 80 đi qua huyện Kiên Lương là trục chính giao thông của khu vực này nối thành phố Rạch Giá là 70 km, thành phố Hà Tiên và các tỉnh miền Tây khác. Ngoài ra còn có đường tỉnh 971 nối thị trấn Kiên Lương với xã Bình An.
Vận tải đường biển: Kiên Lương có cảng Hòn Chông có thể tiếp nhận tàu 5000 tấn. Tại đây còn có tuyến tàu cao tốc ra Phú Quốc. Nhà máy xi măng Holcim có cảng tiếp nhận tàu 8000 tấn.
Phương tiện vận tải đường thủy nội địa cho sà lan hoặc tàu đến 800 tấn.